# 加尼奧阿省
6°8′N 5°56′W / 6.133°N 5.933°W

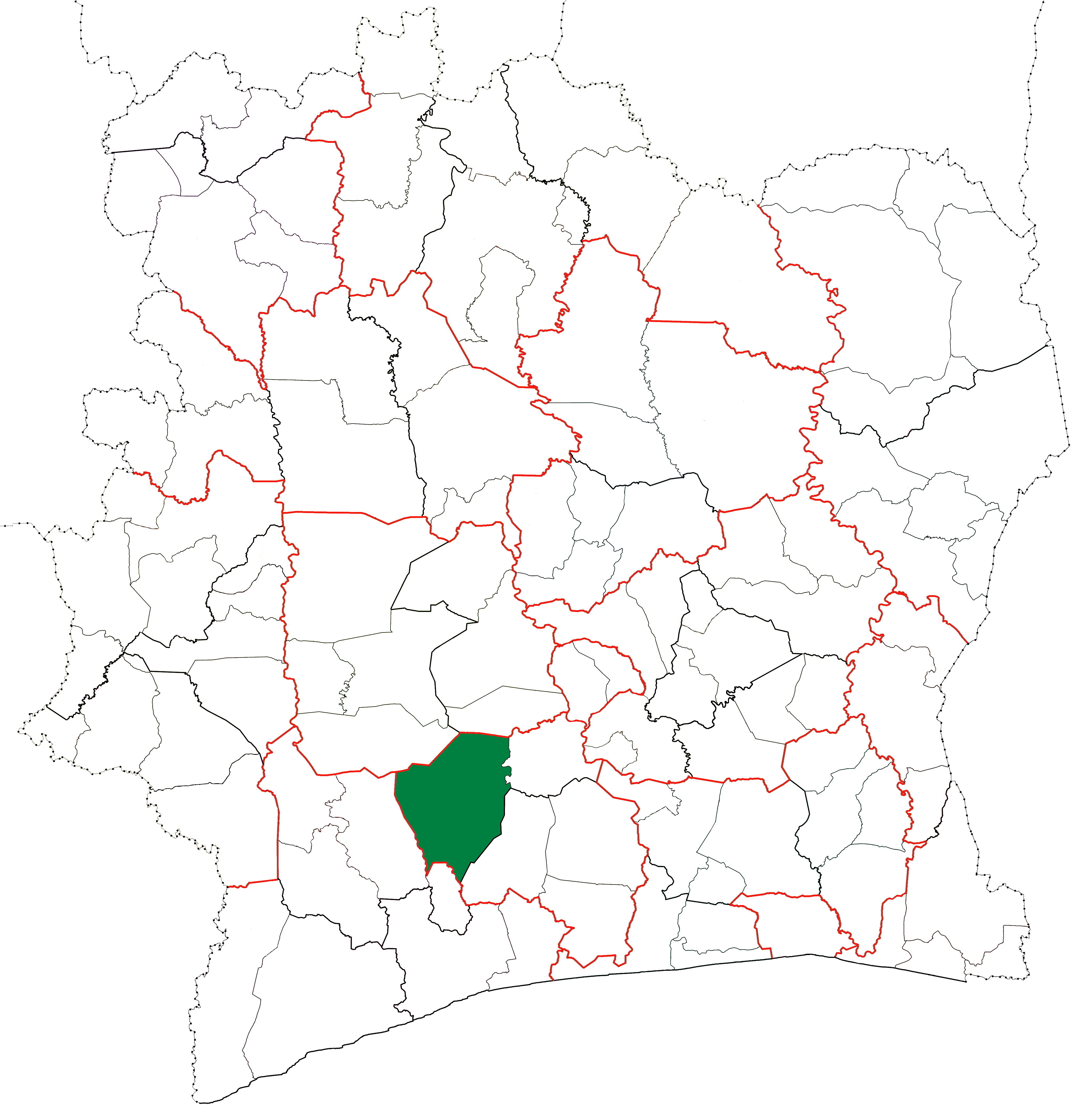

加尼奧阿省（Gagnoa Department），是科特迪瓦的省份，位於該國南部戈吉布阿區，由戈大區負責管轄，首府設於加尼奧阿，成立於1969年，面積4,612平方公里，2014年人口602,097，人口密度每平方公里130人。